# Segariu
Segariu (sardisk: Segarìu) er en by og en kommune (comune) i provinsen Sud Sardegna i regionen Sardinien i Italien. Byen ligger i 129 meters højde og har 1.205 indbyggere (2016). Kommunen har et areal på 16,69 km² og grænser til kommunerne Furtei, Guasila og Villamar.